# 查普曼 (堪薩斯州)
查普曼（英語：Chapman）是一個位於美國堪薩斯州迪金森縣的城市。

## 地方資料
根據2020年美國人口普查的數據，查普曼的面積為2.42平方千米，當中陸地面積為2.42平方千米，而水域面積為0.00平方千米。當地共有人口1377人，而人口密度為每平方千米569.01人。